# 児発ねっと
児発ねっと（Jihatsu.net）は、株式会社スミレサカモトが運営する障害福祉サービスのポータルサイト。
児童発達支援、放課後等デイサービス、保育所等訪問支援、就労継続支援A型、就労継続支援B型、就労移行支援、生活介護の事業所情報や活動の様子が掲載されている。

## サービス内容
提供サービスに該当する事業所が登録することで、専用のホームページが作成できるサービス。
特徴として「法人ページ」と「事業所ページ」が分けられている点が挙げられる。法人としてホームページを持っていない場合でも、自社ホームページの様に活用できる。
専用お問い合わせフォームが常設されており、ブログ機能や自由ページの登録、求人情報の掲載など障害福祉サービス専用のCMS付きホームページ作成ツールでもある。

## 歴史
- 2021年5月 サービス開始